# چویل (سرده)
چَویل (نام علمی: Ferulago) نام یک سرده از تیره چتریان (نام علمی: Apiaceae) است.
حدود ۷ گونه از سردهٔ چَویل در ایران دارای رویشگاه طبیعی است؛ اغلب گونه‌های آن از گیاهان با ارزش مرتعی محسوب می‌شوند.

## گونه‌ها
- Ferulago angulata
- Ferulago asparagifolia
- چویل چتری
- Ferulago confusa
- Ferulago galbanifera
- Ferulago humilis
- Ferulago macrosciadea
- Ferulago mughlae
- Ferulago sandrasica
- Ferulago silaifolia
- Ferulago thirkeana
- Ferulago trachycarpa
- Ferulago glareosa